# Winchester Castle

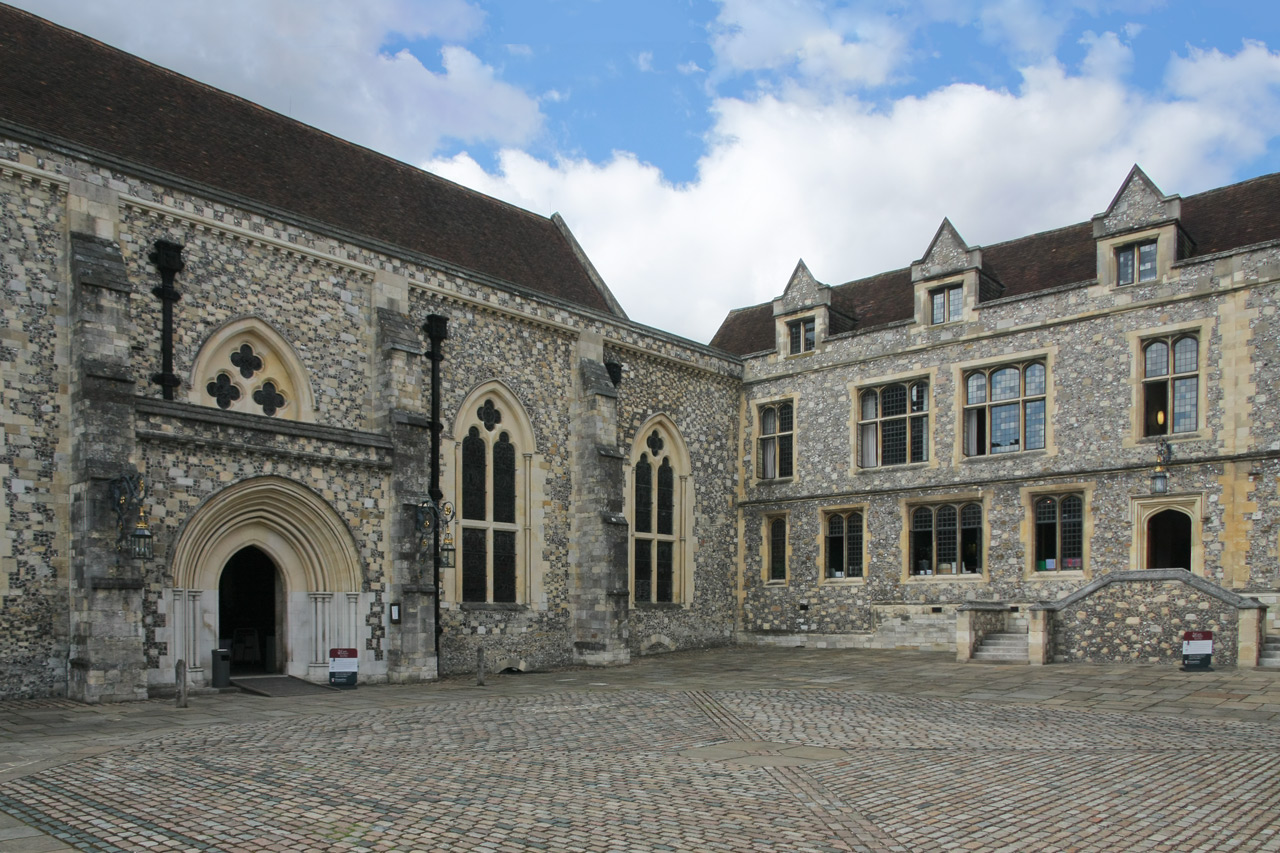
Der Rittersaal, den König Heinrich III. errichten ließ

Winchester Castle ist eine teilweise erhaltene, mittelalterliche Burg in Winchester in der englischen Grafschaft Hampshire. Sie wurde 1067 errichtet. Nur der später entstandene Rittersaal ist bis heute erhalten, in dem jetzt ein Museum der Geschichte der Stadt Winchester untergebracht ist.

## Rittersaal
In den Jahren 1222 bis 1235 ließ König Heinrich III., der auf Winchester Castle geboren worden war, einen Rittersaal an die Burg anbauen, die die Form eines Doppelquaders („Double Cube“) und die Abmaße von ungefähr 33,5 Meter × 16,8 Meter × 16,8 Meter hat. Das Gebäude wurde aus Feuerstein gebaut und hat Verkleidungen aus Stein. Ursprünglich hatte es niedrigere Wände und ein Dach mit Gauben. Diese wurden später durch Fenster mit zwei Scheiben ersetzt und einer frühen Version des Maßwerks ersetzt. König Eduard II. ließ die Burg erweitern. 1873 erhielt der Rittersaal ein vollständig neues Dach.
Eine Rosette, die die Tafelrunde von Artus darstellt, hängt an einer Stirnwand des Rittersaals. Die Rosette wurde im 13. Jahrhundert gefertigt, und König Heinrich VIII. ließ sie in ihrer bis heute erhaltenen Form bemalen. An den Rändern der Rosette sind die Namen der Ritter von König Artus angebracht.
Hinter dem Rittersaal befindet sich ein wieder angelegter, mittelalterlicher Garten namens Queen Eleanor’s Garden. Eine Reihe bildhafter Epigramme, die in mittelalterlich-mönchischem Stil beleuchtet sind, hängen ebenfalls im Rittersaal und werden Winchester Panels genannt. Sie zeigen die 25 Ritter der Tafelrunde und zeigen die Aufgaben auf, die sich einem sich entwickelnden Charakter stellen, wenn er sich rund um das große „Rad des Lebens“ fortbewegt.

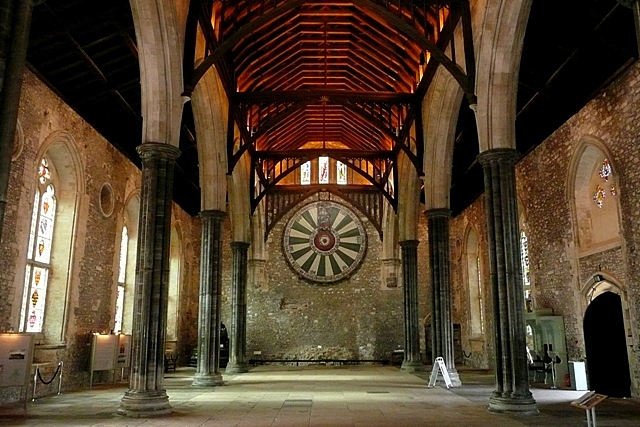
Der Rittersaal
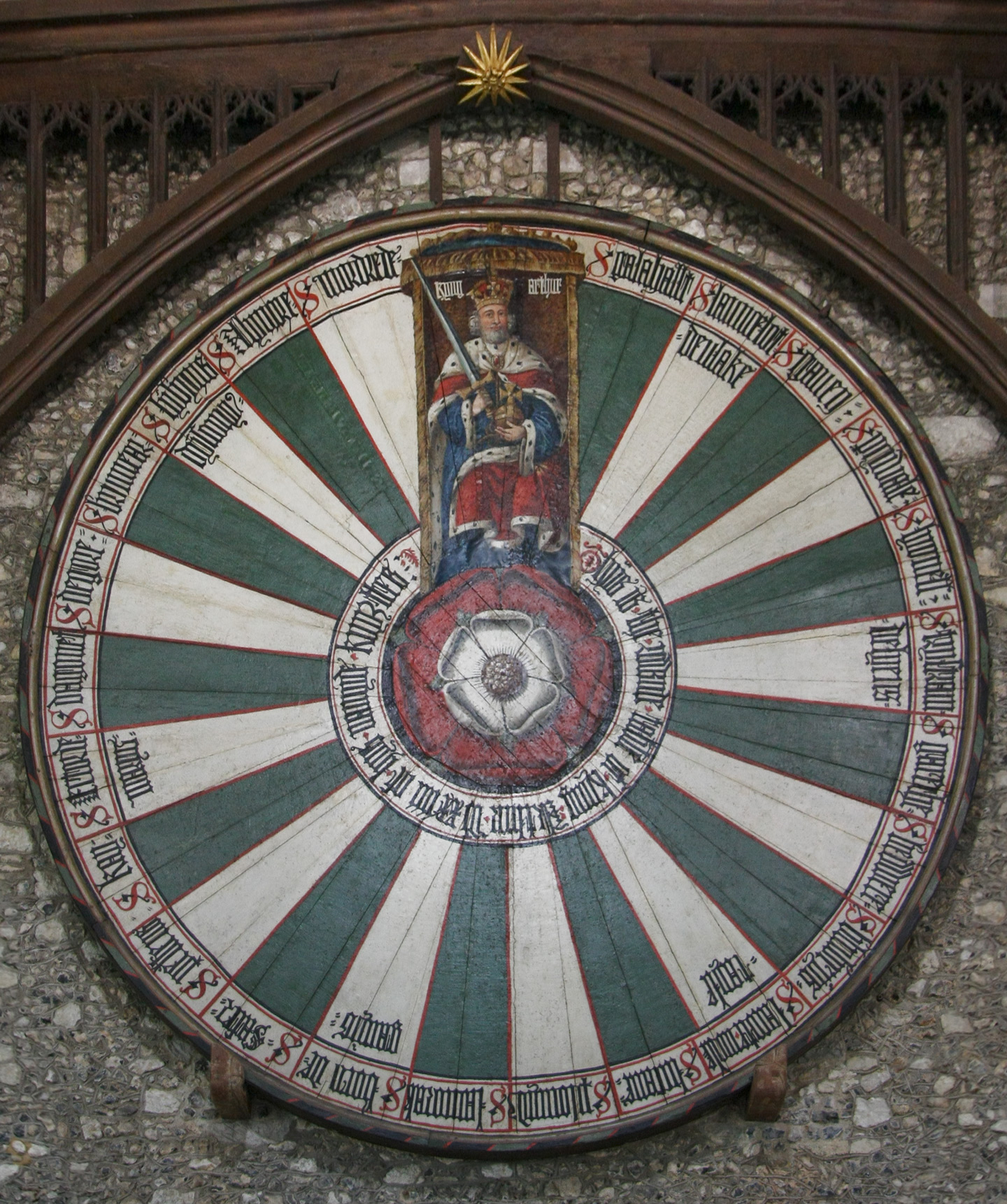
„Winchester Round Table“ im Rittersaal; dendrochronologisch auf 1275 datiert
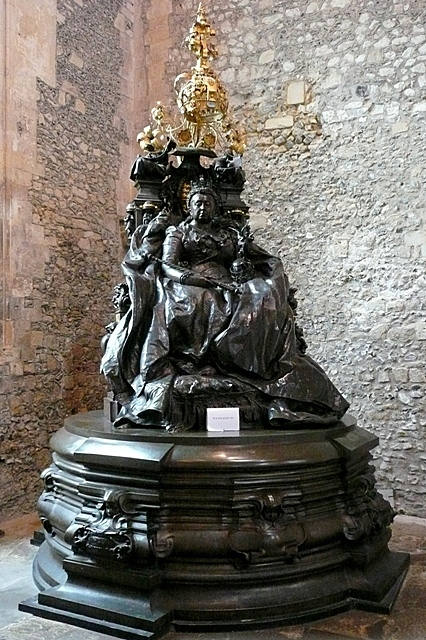
Statue Königin Victoria im Rittersaal

## Geschichte
Im Jahre 1141, während der Anarchie, wurden Streitkräfte der Kaiserin Matilda von denen von König Stephan in der Burg belagert.
1302 entkamen König Eduard I. und seine zweite Gattin, Margarete von Frankreich nur knapp dem Tode, als die königlichen Gemächer abbrannten.
Am 19. März 1330 wurde Edmund of Woodstock, 1. Earl of Kent, während des Dispenser-Aufstandes gegen König Eduard III. vor den Burgmauern geköpft.
Margaret of York, die Tochter von König Eduard IV., wurde hier am 10. April 1472 geboren.
Am 17. November 1603 wurde Sir Walter Raleigh im umgebauten Rittersaal wegen seiner vermuteten Beteiligung am Main Plot der Prozess wegen Hochverrats gemacht.
Die Burg wurde im englischen Bürgerkrieg von den Royalisten genutzt, fiel aber 1646 in die Hände der Parlamentaristen. Oliver Cromwell ordnete dann die Zerstörung der Burg an.
Im 17. Jahrhundert plante König Karl II. den Bau von King’s House anschließend an das Anwesen der Burg und beauftragte den Architekten Christopher Wren mit der Planung eines königlichen Palastes, der dem Schloss Versailles in nichts nachstehen sollte. Das Projekt wurde dann von König Jakob II. aus Geldmangel aufgegeben.
Ein weiterer Gerichtsprozess, der weithin Beachtung fand, wurde am 15. März 1953 im Rittersaal abgehalten: In den Winchester Assizes wurden Edward Douglas-Scott-Montagu, 3. Baron Montagu of Beaulieu, Michael Pitt-Rivers und Peter Wildeblood wegen der Durchführung homosexueller Handlungen angeklagt und verurteilt.

## Die Burg heute
Seit 1889 war Winchester Castle der Sitz des Hampshire County Council, dessen Büros neben dem Rittersaal liegen. In der Nähe kann man ausgegrabene Überreste des runden Turms mit Ausfalltoren und Aborterkern in der mittelalterlichen Stadtmauer sehen.